# Dockwise
Dockwise Shipping B.V. was een rederij die is gespecialiseerd in zwaar zeetransport. Het bedrijf was gevestigd in Breda. De onderneming ontstond in 1993 door het samengaan van Wijsmuller Transport en Dock Express Shipping is sinds 2013 eigendom geworden van Boskalis en in 2018 is besloten de naam Dockwise geheel te laten vallen.
Opdrachtgevers voor zwaar transport komen voornamelijk uit de olie-industrie. Dockwise vervoert hiervoor met name olieplatforms en andere grote zware objecten. Daarnaast vervoert Dockwise ook luxe jachten, schepen, fabrieksonderdelen en militair materieel.
Dockwise heeft een vloot van 20 half-afzinkbare transportschepen in de varianten open-deck, dual cargo, dock-type en jacht-carriers.

## Geschiedenis
In 1972 ontstond BigLift door de fusie tussen Van der Laan's Scheepvaart & Handelsmaatschappij en transportbedrijf Van Twist. Kapitein Berend van der Laan bestelde de eerste twee halfafzinkbare dokschepen, de Docklift 1 en de Docklift 2 in 1972. Hij verkocht zijn bedrijf in dat jaar aan Holland-Amerika Lijn, dat het in 1982 verkocht aan Mammoet.
In 1978 begon Van der Laan Dock Express en bestelde bij Verolme Scheepswerf Heusden drie dokschepen met een draagvermogen van 12.928 ton. Phs. van Ommeren werd later de belangrijkste aandeelhouder.
Wijsmuller was in de jaren 70 in de zwareladingmarkt gestapt met de Super Servants en de Mighty Servants als Wijsmuller Transport. Deze schepen waren aanvankelijk een groot succes, want zij konden booreilanden en andere grote constructies in zeer korte tijd naar de meest uiteenlopende bestemmingen varen, zonder dat daar een vloot van sleepboten voor nodig was. In de jaren 80 zakte de markt voor zwaartransport echter dramatisch ineen, door overcapaciteit en daling van de vrachtprijzen. Enkele van de schepen moesten tijdelijk worden opgelegd.
De zwaartransportvloot werd verkocht aan de Heerema Groep. In 1993 besloten Wijsmuller Transport, onderdeel van Heerema, en Dock Express Shipping, een divisie van tankopslagbedrijf Vopak, om samen te gaan als Dockwise. Op dat moment telde de vloot 11 eigen schepen en vier schepen onder beheer maar in eigendom van andere partijen. In 2001 werd samengegaan met Offshore Heavy Transport, waarbij Heerema 76% van het bedrijf in bezit had en het Noorse Wilhelm Wilhelmsen 24%. In januari 2007 werd Dockwise verkocht aan 3i Group, een van de grootste private-equityfondsen ter wereld. De transactie had een waarde van $ 700 miljoen, dit werd gefinancierd met veel schuld die op de balans van Dockwise kwam.
In 2007 fuseerde Dockwise met het Noorse bedrijf Sealift. De transactie was zo vormgegeven dat Sealift Dockwise overnam, een reversed take-over, maar de naam van de nieuwe combinatie werd Dockwise. Sealift was al beursgenoteerd en door de fusie werd Dockwise ook verhandeld op de beurs van Oslo. Vanwege deze transactie daalde het aandelenbelang van 3i in de onderneming naar 26%. Sinds december 2009 heeft Dockwise ook een notering op de beurs van Euronext Amsterdam.
Door de fusie met Sealift verdubbelde de omzet van Dockwise tussen 2006 en 2008 van $ 250 miljoen naar $ 456 miljoen. De EBITDA steeg in dezelfde periode van $ 102 miljoen naar $ 225 miljoen. In oktober 2009 stapte 3i alweer uit Dockwise. De verkoopsom bedroeg $ 164 miljoen; een mooie winst op een investering van $ 82 miljoen. De kopers zijn HAL Investments, Project Holland Fonds, een joint venture van Rabobank en Delta Lloyd, en Sankaty Advisors. Deze drie partijen hadden per ultimo 2009 een respectievelijk een aandelenbelang van 18%, 11% en 9% in Dockwise.
In november 2011 maakte Dockwise bekend Dockwise Yacht Transport (DYT), de divisie verantwoordelijk voor het vervoer van jachten, te willen afstoten. Aan het einde van 2011 boekte de onderneming de waarde van deze divisie met circa een derde af om de verkoop te vergemakkelijken. De verkoop duurde langer dan verwacht doordat banken zeer terughoudend zijn met de financiering van dit soort projecten. In oktober 2013 werd de verkoop eindelijk afgerond. Boskalis verkocht DYT voor € 30 miljoen aan het in Amsterdam gevestigde Sevenstar Yacht Transport.
Vlak voor het jaareinde 2013 haalde Dockwise de grootste opdracht uit zijn bestaan binnen. Het gaat om het vervoer van meer dan 100 modules van China en Maleisië naar het Wheatstone LNG-project in West-Australië. De opdracht heeft een waarde van ruim € 200 miljoen. De werkzaamheden voor dit project starten begin 2014.

## Schepen
Hieronder een overzicht van de Dockwise-vloot per 31 december 2011.
| Naam schip        | Breedte (in m) | Lengte (in m) | Draagvermogen (ton) | Jaar in dienst | Jaar uit dienst |
| ----------------- | -------------- | ------------- | ------------------- | -------------- | --------------- |
| Dockwise Vanguard | 70             | 275           | 110.000             | 2013           | 2042-47         |
| Blue Marlin       | 63             | 225           | 76.051              | 2000           | 2030            |
| Mighty Servant 1  | 50             | 190           | 40.190              | 1983           | 2023            |
| Mighty Servant 3  | 40             | 181           | 27.720              | 1981           | 2023            |
| Black Marlin      | 42             | 218           | 57.021              | 1999           | 2025            |
| Transshelf        | 40             | 173           | 34.030              | 1987           | 2017            |
| HYSY 278          | 42             | 211           | 52.500              | 2012           | 2042-47         |
| Transporter       | 45             | 217           | 54.000              | 1990           | 2027            |
| Target            | 45             | 217           | 54.000              | 1990           | 2027            |
| Treasure          | 45             | 217           | 54.000              | 1990           | 2028            |
| Talisman          | 45             | 217           | 54.000              | 1993           | 2028            |
| Trustee           | 45             | 217           | 54.000              | 1991           | 2029            |
| Triumph           | 45             | 217           | 54.000              | 1992           | 2028            |
| Swan              | 32             | 181           | 32.650              | 1982           | 2021-23         |
| Swift             | 32             | 181           | 32.187              | 1983           | 2021-23         |
| Tern              | 32             | 181           | 32.650              | 1982           | 2021-23         |
| Teal              | 32             | 181           | 32.187              | 1984           | 2021-23         |
| Enterprise        | 29             | 158           | 8.727               | 1984           | 2014            |
| Explorer          | 31             | 159           | 10.763              | 1984           | 2017            |
| Super Servant 3   | 32             | 139           | 14.138              | 1982           | 2017            |
| Super Servant 4   | 32             | 169           | 17.600              | 1982           | 2017            |
| Yacht Express     | 32             | 209           | 16.250              | 2007           | 2034            |

## Overname Fairstar
Dockwise gaf eind april 2012 aan de Nederlandse concurrent Fairstar Heavy Transport NV over te willen nemen. Net zoals Dockwise zelf, is Fairstar genoteerd aan de Noorse beurs. Dockwise wil Fairstar overnemen voor 9,30 Noorse kroon per aandeel. Het bestuur van Fairstar heeft het bod afgeslagen en als vijandig betiteld, de raden van bestuur van Dockwise en Fairstar leven al langer op gespannen voet met elkaar, dit blijkt verder uit de brieven uitwisseling tussen beide bedrijven op 9 en 10 mei 2012.
In 2005 werd het bedrijf opgericht door Henk van den Berg onder de naam Fairmount Heavy Transport. In het najaar van 2007 werd de naam Fairstar Heavy Transport. Fairstar staat sinds 2006 aan de beurs van Oslo genoteerd en heeft een vloot van vier half-afzinkbare zware ladingschepen, waarvan twee schepen in 2012 worden afgeleverd. Dockwise heeft met andere aandeelhouders van Fairstar al afspraken gemaakt om het belang te verhogen tot circa 54%. Dockwise had sinds 23 april 2012 een aandelenbelang van 19% in Fairstar. Op 30 april 2012 meldde Dockwise dat het belang is verhoogd naar 28%. Op 9 mei 2012 heeft Dockwise toestemming gekregen op haar AGM voor de financiering en het uitbreiden van haar belang in Fairstar naar 54%. Op 10 juli 2012 meldde de onderneming dat het 95% van de aandelen Fairstar in handen heeft gekregen. Dockwise kan nu via een zogeheten uitrookprocedure de resterende Fairstar aandeelhouders dwingen hun belangen te verkopen.
Het bestuur van Dockwise ziet de overname als een goede aanvulling op het bestaande dienstenpakket en verwacht een directe bijdrage aan het resultaat wanneer de overname succesvol wordt afgerond. Analisten wijzen op het risico dat Dockwise voorlopig niet in de boeken van Fairstar kan kijken en dat Dockwise naar alle waarschijnlijkheid contract voorwaarden moet accepteren die ze zelf eerder afsloeg. Andere, met name kleinere, aandeelhouders hadden liever een versterking van de balans van Dockwise gezien en mogelijk uitkering van dividend.
De vloot van Fairstar bestaat uit de volgende schepen:
| Naam schip | Breedte | Lengte | Draagvermogen | Conversiejaar | Bouwjaar |
| ---------- | ------- | ------ | ------------- | ------------- | -------- |
| Fjord      | 45 m    | 159 m  | 24.500 ton    | 2006/07       | 2000     |
| Fjell      | 36 m    | 146 m  | 19.300 ton    | 2007/08       | 2000     |
| Forte      | 43 m    | 216 m  | 48.000 ton    |               | 2012     |
| Finesse    | 43 m    | 216 m  | 48.000 ton    |               | 2012     |

## Overnamebod Boskalis
Boskalis heeft maandag 26 november 2012 een bod uitgebracht op Dockwise van € 17,20 per aandeel ofwel € 682 miljoen in totaal. Het bod ligt circa 60% hoger ten opzichte van de slotkoers van € 10,66 per aandeel Dockwise op 23 november 2012. De investeringsmaatschappij HAL Investments steunt de voorgenomen overname. Deze maatschappij heeft controlerende belangen in beide ondernemingen; HAL bezit 33,4% van de aandelen Boskalis en 31,7% van Dockwise. Vanwege het aanvullende karakter van de activiteiten en de ontwikkeling van de markten waarop beide bedrijven actief zijn zal deze transactie slechts beperkte nadelige gevolgen hebben voor de werkgelegenheid.
Op 17 december verhoogde Boskalis het bod naar € 18 per aandeel, dat is € 714 miljoen in totaal. Dockwise reageerde direct dat de verhoging met 5% onvoldoende is. Project Holland Beheer, met een aandelenbelang van 7,4% in Dockwise, heeft zijn stukken na het verhoogde bod onherroepelijk toegezegd. Boskalis heeft daarmee al meer dan 72% van de aandelen Dockwise in handen. Vanwege dit grote belang waarover Boskalis al kan beschikken, zal het bod geen minimale acceptatievoorwaarde bevatten. Op 23 april 2013 heeft Boskalis de overname van Dockwise afgerond. Het bezat op dat moment ruim 99% van de aandelen Dockwise en verwacht de resterende stukken in handen te krijgen in de uitrookprocedure die loopt tot 26 april 2013.

## Ongelukken met schepen
Op 6 december 2006 zonk de Mighty Servant 3 van Dockwise in de haven van Luanda na een boorplatform gelost te hebben. Het is daarna door Smit Internationale gelicht om gerepareerd te worden. In augustus 2009 is het schip weer in de vaart gekomen. Op 2 november 1999 was de Mighty Servant 2 ook al gezonken nadat het bij het Indonesische eiland Singkep een niet in de kaart staande rots had geraakt.

## Resultaten
Hieronder een figuur met de belangrijkste financiële resultaten van Dockwise vanaf het boekjaar 2005. Het effect van de overname door 3i is vooral zichtbaar door de explosieve stijging van de nettoschuld in 2007, een ruime vertienvoudiging sinds 2006. De fusie met het Noorse Sealift is ook duidelijk zichtbaar in de cijfers door de sterke groei van de omzet en het EBITDA resultaat in 2008. Vanaf 2009 laten de resultaten in neergaande lijn zien, een reflectie van de moeilijke marktomstandigheden. Het bestuur heeft veel aandacht gegeven aan de reductie van de schuld; deze bereikte een piek in 2008 en was in 2010 ruimschoots gehalveerd. In 2009 en 2010 werden nieuwe aandelen uitgegeven, de opbrengst hiervan werd onder andere gebruikt om de schulden af te lossen. 
| Jaar | Omzet | EBITDA (geschoond) | Nettoresultaat | idem geschoond | Nettoschuld |
| ---- | ----- | ------------------ | -------------- | -------------- | ----------- |
| 2005 | 208,4 | 89,3               | 50,7           | 50,7           | 81          |
| 2006 | 252,1 | 141,0              | 60,5           | 60,5           | 63          |
| 2007 | 290,1 | 141,0              | 75,8           | 6,7            | 949         |
| 2008 | 456,6 | 226,4              | 47,0           | 73,5           | 1.003       |
| 2009 | 478,0 | 222,8              | 36,6           | 62,9           | 641         |
| 2010 | 439,1 | 175,5              | 17,4           | 37,2           | 457         |
| 2011 | 398,6 | 134,6              | 33,5           | 1,9            | 480         |